# 세코닉스
주식회사 세코닉스(영어: Sekonix)는 대한민국의 광학 부품 기업이다.
전장카메라/렌즈, 모바일 렌즈, 헤드램프 등을 제조한다.

## 역사
1998년 세키노스코리아로 설립된 이후 2001년 코스닥 시장에 상장되었으며 2002년 현재의 사명으로 변경되었다.